# Jocquestus incurvus
Espèce
Jocquestus incurvus est une espèce d'araignées aranéomorphes de la famille des Trachelidae.

## Distribution
Cette espèce est endémique d'Afrique du Sud. Elle se rencontre au Limpopo et au Mpumalanga.

## Description
Le mâle holotype mesure 2,60 mm et la femelle paratype 2,70 mm.

## Publication originale
- Lyle & Haddad, 2018 : Jocquestus, a new genus of trachelid sac spiders from the Afrotropical Region (Arachnida: Araneae). Zootaxa, no 4471(2), p. 309-333.